# Black Box (série télévisée)
Pour les articles homonymes, voir Black Box.
Black Box, ou Boite noire au Québec, est une série télévisée américaine en treize épisodes de 42 minutes créée par Amy Holden Jones et diffusée entre le 24 avril et le 24 juillet 2014 sur le réseau ABC.
En France la série est diffusée depuis le 11 septembre 2016 sur Ciné+ Émotion, en Belgique depuis le 20 décembre 2019 sur RTLplay, et au Québec depuis le 28 juin 2022 à Télé-Québec. Elle reste inédite dans les autres pays francophones.

## Synopsis
Catherine Black est une célèbre neurologue qui souffre secrètement d'un trouble bipolaire. La seule personne qui sait est son psychiatre, le Dr Helen Hartramph, qui est avec Catherine depuis sa première rupture et est une figure maternelle pour Catherine depuis que sa mère, qui souffrait également de trouble bipolaire, s'est suicidée.

## Distribution

### Acteurs principaux
- Kelly Reilly : Catherine Black
- Ditch Davey (en) : Dr Ian Bickman
- David Ajala (en) : Will Van Renseller
- Ali Wong : Dr Ina Lark
- Laura Fraser : Regan Black, femme de Josh
- David Chisum (en) : Josh Black, frère aîné de Catherine
- Siobhan Williams : Esme Black, nièce/fille biologique de Catherine
- Terry Kinney : Dr Owen Morely
- Vanessa Redgrave : Dr Helen Hartramph, psychiatre de Catherine

### Acteurs récurrents
- Aja Naomi King : Ali Henslee
- Tasso Feldman (VF : Jean-Marco Montalto) : Leo Robinson
- Alex Hernandez (en) : Manuel
- Audrey Esparza (VF : Julie Manautines)[4] : Carlotta
- Rachel Brosnahan : Delilah
- Olivia Birkelund (en) : Karina Black
- Edward Herrmann : Dr Reynaud
- Sepideh Moafi : Dr Farrah Mahmoud

 Source et légende : version française (VF) sur RS Doublage

## Développement

### Production
Le 7 juin 2013, une série de treize épisodes a été commandée.
Le 7 août 2014, la série est officiellement annulée.

### Casting
Le 31 juillet 2013, Kelly Reilly a décroché le rôle principal. Le casting s'est poursuivi en septembre et octobre : Vanessa Redgrave, Terry Kinney, Ditch Davey (en), David Ajala (en), Ali Wong et Tasso Feldman, David Chisum (en) et Siobhan Williams, Laura Fraser.

## Épisodes
1. Embrasser le ciel (Kiss the Sky)
2. Petits Mensonges (Sweet Little Lies)
3. Qui est-ce ?[14] (Who Are You)
4. Exceptionnel (Exceptional or Dead)
5. Jerusalem (Jerusalem)
6. Oubliez-moi (Forget Me)
7. Kodachrome (Kodachrome)
8. Libre arbitre (Free Will)
9. Chanter comme moi (Sing Like Me)
10. Liberté (I Shall Be Released)
11. Émotion (Emotion)
12. Peur (The Fear)
13. Conséquences (Consequences)